# Dominik Mareš (fotbalista)
Dominik Mareš (* 3. února 2003) je český profesionální fotbalista, který hraje na pozici záložníka za klub FK Pardubice.

## Kariéra
Dne 10. dubna 2022 Mareš debutoval za Pardubice při prohře 0:4 se Slavií Praha.

## Osobní život
Marešův otec Pavel je bývalý český reprezentant.